# 宗鏡錄
《宗鏡錄》又名《心鏡錄》，五代宋初僧人延壽於乾德元年至四年（963-966）抄纂，全書凡一百卷，有八十餘萬字，述禪宗祖師言論和重要經論的宗旨，並刪去繁雜的文字，呈現全部佛法的精要。目標是「舉一心為宗，照萬法如鏡。」。《宗鏡大綱》為清雍正皇帝御錄的二十卷本。

## 結構
全書分標宗章、問答章和引證章。
第一卷前半部分為標宗章，為全書總論，「先立正宗以為歸趣」；第一卷後半至第九十三卷為問答章，文章體裁以對話問答方式寫成，「次申問答用去疑情」；九十四卷到最後為引證章，「後引真詮成其圓信。」
《宗鏡錄》的文體大致採用駢體文，保留唐代以後的文學風格。

## 成書背景
唐末以後，禪宗產生許多流弊，延壽編纂《宗鏡錄》的用意之一是為了扶正當時禪宗的弊病。由延壽提出學佛的重要問題，由通曉「教門」義學的僧人，於淨慈寺之兩閣，交相質難，最後由延壽「舉一心為宗」，統攝諸說。
「以天臺、賢首、慈恩三宗，互有同異，乃館其徒之知法者，博閱義海更相質難，師以心宗之衡準平之」。所以《宗鏡錄》是彙集義學僧及禪師的意見而成。
《宗鏡錄》在北宋一直秘於教藏，熙寧（1060-1077）中，圓照宗本禪師始出之。元祐六年(1091)，徐思恭、法湧、永樂、法真等“遍取諸錄，用三乘典籍、聖賢教語校讀成就”而為“錢唐新本”。《崇寧》《毗盧》《資福》《磧砂》《普寧》《高麗》《洪武》《永樂》《嘉興》《乾隆》等《大藏經》，都有收錄宗鏡錄。

## 學術價值
《宗鏡錄》的資料搜集非常豐富，《宗鏡錄》第九十四卷提到：「……引大乘經一百二十本，諸祖語一百二十本，賢聖集六十本，都三百本云云。」為後來的禪宗研究提供很珍貴的資料。